# Casa del Larario del Sarno

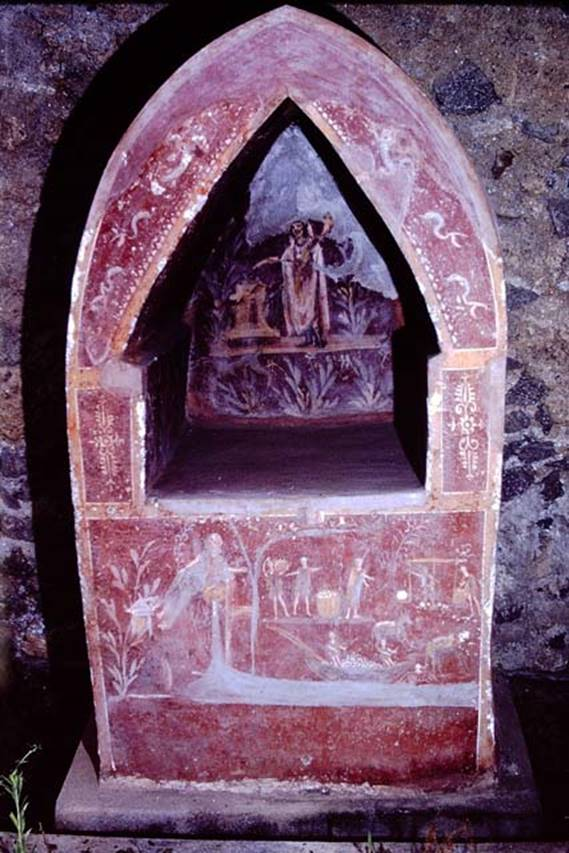
Das Lararium

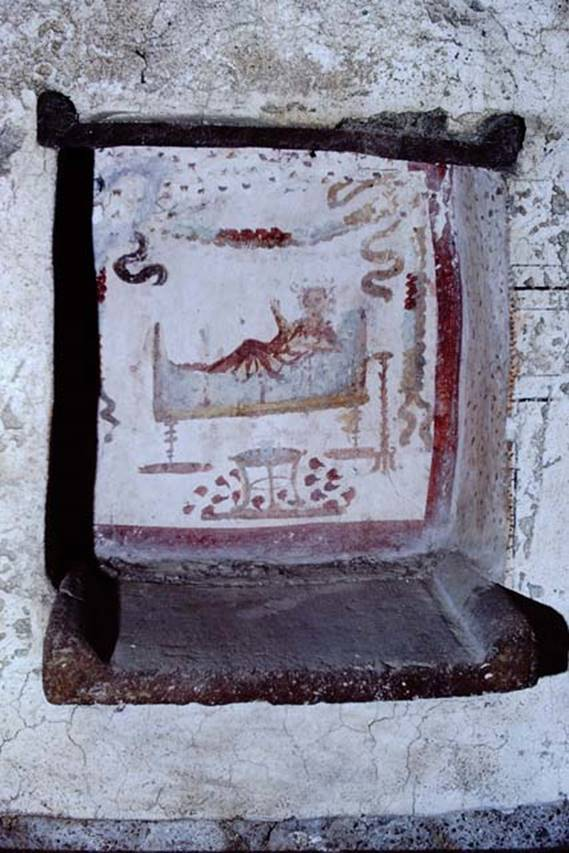
Nische mit der Darstellung der Venus

Die Casa del Larario del Sarno (Haus mit dem Sarno-Lararium) ist ein eher bescheidenes Haus in Pompeji (I.14.6/7). Der in den 1950er-Jahren freigelegte Bau erhielt seinen heutigen Namen vom Lararium im Haus, auf dem der Flussgott Sarno dargestellt ist.

## Beschreibung
Das eher kleine Haus ist weitestgehend undekoriert. Die meisten Wände sind sogar unverputzt. Ausnahmen bilden das Lararium und eine kleine Nische. Dies zeigt deutlich, welche hohe Bedeutung der häusliche Kult hatte. Die dekorierte Nische zeigt Venus, die auf einem Bett liegt, davor steht ein Dreifuß mit einem Gefäß und daneben ein Kandelaber. Vor der Nische befindet sich ein Ziegel, auf dem Opfer niedergelegt werden konnten. Das Lararium ist vollständig rot bemalt. In der Nische ist der Genius des Hausherrn dargestellt. Hier fanden sich zwei Statuetten von Laren und eine Bronzelampe. Auf der Vorderseite des Lariums ist Sarno dargestellt, wie er auf einer Amphore lehnt. Daneben befindet sich eine Hafenszene. Es ist sicherlich der Sarnohafen in Pompeji gemeint. Vielleicht war der Besitzer des Hauses Händler.
Auf der Fassade des Hauses fanden sich Wahlaufschriften.